# آلبرتو لیونلو
آلبرتو لیونلو (ایتالیایی: Alberto Lionello؛ ‏ ۱۲ ژوئیهٔ ۱۹۳۰ – ۱۴ ژوئیهٔ ۱۹۹۴) مجری تلویزیون و بازیگر اهل ایتالیا بود.
از فیلم‌هایی که وی در آن نقش داشته‌است، می‌توان به رو به جلو… حرکت!، از دیدار مجدد شما خوشحالم، خاطرات یک اپراتور تلفن، روزنگار سیاه، سکس تا چه حد سرگرم‌کننده است؟، تا زمانی که ازدواج یکی‌مان کند، پرندگان، زنبورهای عسل و ایتالیایی‌ها، خوکدانی، سنبله، ثور، جدی، پلیس زن، سکس با لبخند و سکس با لبخند ۲ اشاره کرد.